# Cascavel (microregio in Ceará)
Cascavel is een van de 33 microregio's van de Braziliaanse deelstaat Ceará. Zij ligt in de mesoregio Norte Cearense en grenst aan de Atlantische Oceaan in het oosten en noordoosten, de mesoregio Metropolitana de Fortaleza in het noordwesten, de microregio Chorozinho in het westen en de mesoregio Jaguaribe in het zuiden en zuidoosten. De microregio heeft een oppervlakte van ca. 2527 km². Midden 2004 werd het inwoneraantal geschat op 124.003.
Drie gemeenten behoren tot deze microregio:
- Beberibe
- Cascavel
- Pindoretama

Mesoregio's: Centro-Sul Cearense · Jaguaribe · Metropolitana de Fortaleza · Noroeste Cearense · Norte Cearense · Sertões Cearenses · Sul Cearense

Microregio's: Baixo Curu · Baixo Jaguaribe · Barro · Baturité · Brejo Santo · Canindé · Cariri · Caririaçu · Cascavel · Chapada do Araripe · Chorozinho · Coreaú · Fortaleza · Ibiapaba · Iguatu · Ipu · Itapipoca · Lavras da Mangabeira · Litoral de Aracati · Litoral de Camocim e Acaraú · Médio Curu · Médio Jaguaribe · Meruoca · Pacajus · Santa Quitéria · Serra do Pereiro · Sertão de Crateús · Sertão de Inhamuns · Sertão de Quixeramobim · Sertão de Senador Pompeu · Sobral · Uruburetama · Várzea Alegre